# Titaresius
Titaresius is een geslacht van kevers uit de familie van de loopkevers (Carabidae). De wetenschappelijke naam van het geslacht is voor het eerst geldig gepubliceerd in 1935 door Liebke.

## Soorten
Het geslacht Titaresius is monotypisch en omvat slechts de volgende soort:
- Titaresius jeanneli Liebke, 1935